# General Viamonte (partido)
General Viamonte est un partido de la province de Buenos Aires fondé en 1908 dont la capitale est Los Toldos.

## Histoire
Il a été fondé sous le nom de Los Toldos le 31 juillet 1908, avec des territoires des partidos de Lincoln, Nueve de Julio et Bragado. 
Y sont concentrés des territoires qui avaient été concédés par la loi de 1866 aux aborigènes mapuches du cacique Ignacio Coliqueo . L'enracinement et la permanence de cette tribu explique la formation de ce département.
Le bourg s'est formé autour de la station ferroviaire "Estación Los Toldos" du chemin de fer Ouest, tracé en 1894 par Mariano Quintana, et a été désignié comme chef-lieu du partido, sous le même nom. L'un et l'autre ont été rebaptisés General Viamonte en 1910, mais pas la station ferroviaire qui a gardé le nom "Los Toldos".

## Appellation
Le nom actuel de "Los Toldos" est un hommage au général Juan José Viamonte (1774 - 1843), héros de Suipacha, président du Congreso Nacional en 1819 et gouverneur de Buenos Aires de 1829 à 1833.

## Localités du partido
- Baigorrita
- Chancay
- La Delfina
- Quirno Costa
- San Emilio
- Zavalía